# El Cerro
El Cerro é um município da Espanha na província de Salamanca, comunidade autónoma de Castela e Leão, de área 25,95 km² com população de 527 habitantes (2004) e densidade populacional de 20,31 hab/km².

## Demografia
| Variação demográfica do município entre 1991 e 2004 | Variação demográfica do município entre 1991 e 2004 | Variação demográfica do município entre 1991 e 2004 | Variação demográfica do município entre 1991 e 2004 |
| --------------------------------------------------- | --------------------------------------------------- | --------------------------------------------------- | --------------------------------------------------- |
| 1991                                                | 1996                                                | 2001                                                | 2004                                                |
| 631                                                 | 594                                                 | 540                                                 | 527                                                 |